# Chilenische Scheinulme

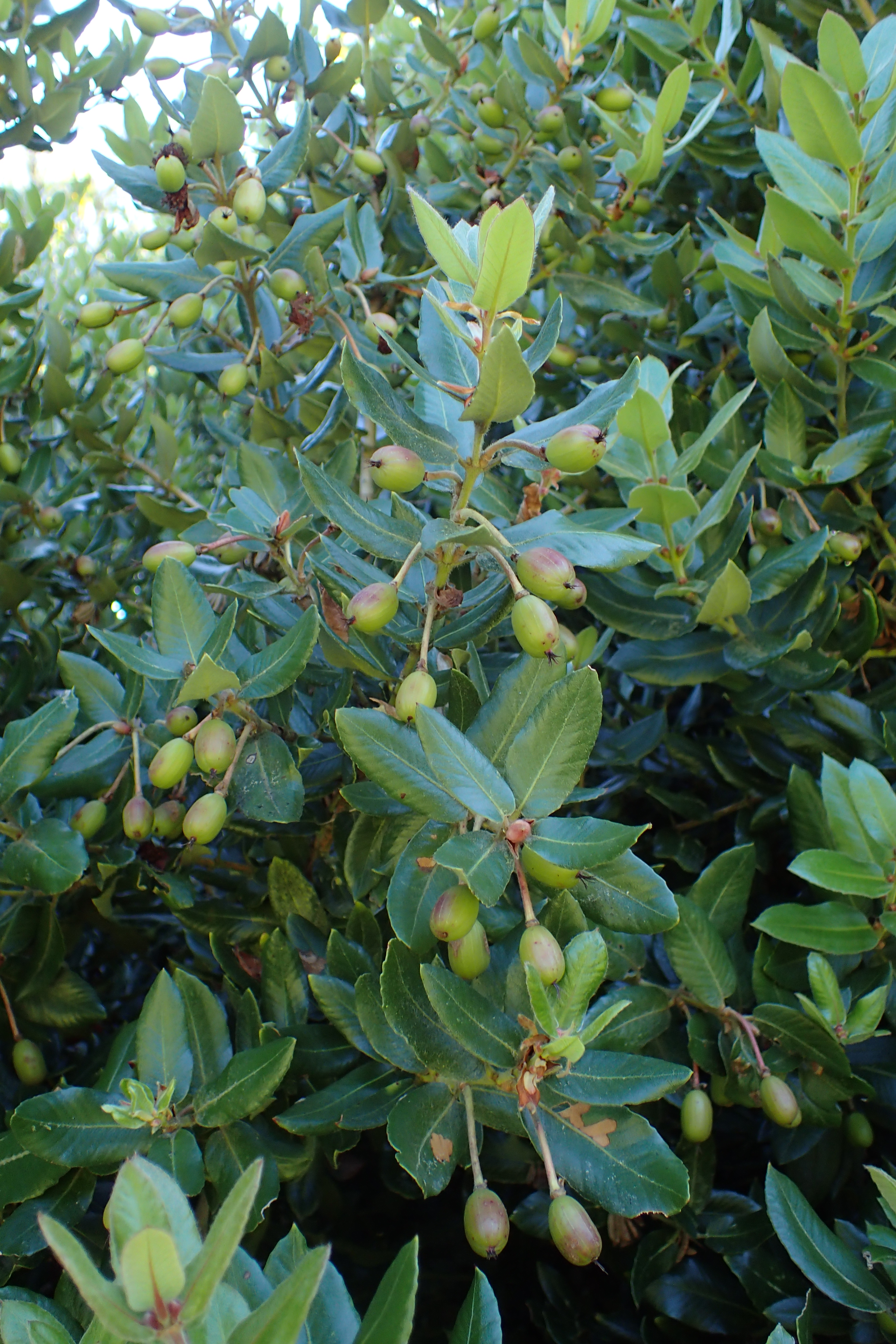
Unreife Früchte und Blätter

Die Chilenische Scheinulme (Eucryphia cordifolia) ist eine in Chile bis nach Argentinien heimische Baumart aus der Gattung der Scheinulmen (Eucryphia) in der Familie Cunoniaceae. Im chilenischen Spanisch heißt der Baum Ulmo und wurde von den europäischen Siedlern nach der Ulme (spanisch olmo) benannt. Ein weiterer Name in Chile ist aber auch Muermo. Die Gattung der Scheinulmen (Eucryphia) wurde früher in eine eigene Familie Eucryphiaceae gestellt.

## Verbreitung und Standort
Die Heimat der Chilenischen Scheinulme sind die Valdivianischen Regenwälder Chiles.
Der Baum braucht zum Gedeihen ein ozeanisches, feucht-gemäßigtes Klima und ist in Mitteleuropa nicht winterhart.

## Beschreibung
Die Chilenische Scheinulme erreicht als Baum Wuchshöhen von etwa 25 Meter. An den Heimatstandorten gibt es auch Exemplare, die als über das Kronendach ragende Emergenten bis zu 40 Meter Höhe bei 2 Metern Stammdurchmesser erreichen. Der Baum bildet eine schmale bis breite, dichtbelaubte Krone und ist immergrün. Die jungen Zweige sind haarig. Die leicht raue, relativ glatte Borke ist grau-braun und öfters gefleckt. Bei größeren Exemplaren sind Wurzelanläufe oder Brettwurzeln vorhanden.
Die einfachen, kurz gestielten und rundspitzigen bis spitzen, teils stachelspitzigen und kreuzgegenständigen Laubblätter sind unterseits fahlgrün und fein weißhaarig. Sie sind am Rand gesägt bis ganz, ledrig und eiförmig sowie an der Basis leicht herzförmig bis abgerundet.
Die zwittrigen, vierzähligen und weißen, kurz gestielten, duftenden Blüten mit doppelter Blütenhülle erscheinen im Spätsommer (auf der Nordhalbkugel im August). Sie erscheinen einzeln und achselständig. Der früh abfallende Kelch ist klein und behaart. Es sind viele Staubblätter und ein oberständiger, vielkammeriger Fruchtknoten mit vielen freien, pfriemlichen Griffeln mit kleinen, kopfigen Narben vorhanden. Es ist ein Diskus vorhanden.
Es werden septizidale, erst rote und dann holzige, braune, längsstreifige, etwa 1,5 Zentimeter lange Kapselfrüchte mit Griffelresten an der Spitze mit einigen einseitig geflügelten Samen gebildet.

## Nutzung
Das mittelschwere, -harte und nicht besonders dauerhafte, rötliche Holz wird als Bauholz und für Möbel, aber auch als Brennholz genutzt. Es ist als Ulmo bekannt.
Die Rinde ist stark tanninhaltig.
Die Bienen verwandeln den Nektar der Ulmoblüten in einen ausgezeichneten Honig, dunkelgelb cremig, marzipanartig.